# Гутьеррес Морено, Хуан
Хуа́н Гутье́ррес Море́но (исп. Juan Gutiérrez Moreno), более известный как Хуани́то (исп. Juanito; род. 23 июля 1976, Кадис) — испанский футболист, центральный защитник. С 2002 по 2008 годы играл в составе сборной Испании по футболу, участник чемпионата мира 2006 года и чемпионатов Европы 2004 и 2008 годов, в последнем из которых его сборная стала чемпионом. С 2012 года работает тренером.

## Клубная карьера
Хуанито начал свою футбольную карьеру в клубе из своего родного Кадиса. В конце 1990-х он находился в составе резервной команды клуба «Реал Бетис», выступавшей в четвёртом испанском дивизионе, но в число игроков главной команды ему пробиться не удалось. В сезоне 2000/01 он играл в клубе второго дивизиона «Рекреативо» из Уэльвы, где стал основным защитником. В следующем сезоне он вернулся в «Бетис» и на этот раз смог пробиться в основу команды и стал регулярно выходить на поле в матчах Примеры, а также в играх Кубка УЕФА и, в сезоне 2005/06, — в матчах Лиги чемпионов. Высшим достижением клуба в этот период стали победа в Королевском кубке и занятое 4-е место в чемпионате Испании в сезоне 2005.

## Карьера в сборной
Дебют Хуанито в сборной Испании состоялся 21 августа 2002 года в игре против сборной Венгрии, матче-чествовании Ференца Пушкаша. Первый гол в национальной команде Хуанито забил сборной Кот-Д’Ивуара, тот матч испанцы выиграли со счётом 3:2. Игрок также играл в составе сборной на чемпионате Европы 2004 года, а также на чемпионате мира 2006 года, где он забил единственный мяч во встрече со сборной Саудовской Аравии (1:0). В 2008 году также был включён в заявку испанской команды на триумфальный для испанцев Евро-2008, где принял участие в одном матче – победе над сборной Греции со счётом 2–1.

## Статистика
| Сезон   | Клуб         | Лига | И  | Г |
| ------- | ------------ | ---- | -- | - |
| 1997/98 | Реал Бетис Б | IV   | 37 | 1 |
| 1998/99 | Реал Бетис Б | IV   | 27 | 2 |
| 1999/00 | Реал Бетис Б | IV   | 34 | 4 |
| 2000/01 | Рекреативо   | II   | 37 | 0 |
| 2001/02 | Реал Бетис   | I    | 25 | 2 |
| 2002/03 | Реал Бетис   | I    | 26 | 2 |
| 2003/04 | Реал Бетис   | I    | 35 | 4 |
| 2004/05 | Реал Бетис   | I    | 33 | 4 |
| 2005/06 | Реал Бетис   | I    | 34 | 2 |
| 2006/07 | Реал Бетис   | I    | 34 | 3 |
| 2007/08 | Реал Бетис   | I    | 32 | 1 |

## Достижения
- Чемпион Европы 2008 года
- Обладатель Кубка Испании: 2005
- Победитель Лиги Европы (1): 2010